# Oligia atrivitta
Oligia atrivitta är en fjärilsart som beskrevs av George Francis Hampson 1914. Oligia atrivitta ingår i släktet Oligia och familjen nattflyn. Inga underarter finns listade i Catalogue of Life.